# مقاطعة ستيفينز (تكساس)
مقاطعة ستيفينز (بالإنجليزية: Stephens  County)‏ هي إحدى المقاطعات في ولاية تكساس، الولايات المتحدة الأمريكية.

## أعلام
- جاك كوكس